# ۱۳۸۴ (خورشیدی)
سال ۱۳۸۴ هجری خورشیدی، سالی عادی است که از روز دوشنبه آغاز شد.

## رویدادها

### فروردین
- ۱۳ فروردین - مرگ پاپ ژان پل دوم و سفر بیش از ۴ میلیون نفر به واتیکان
- ۲۰ فروردین - ازدواج پرنس چارلز با کامیلا پارکر در تالار صنف ویندسور پس از تعویقی که به خاطر مرگ پاپ در نظر گرفته شده بود.
- ۲۹ فروردین - کشته شدن ۵ نفر بر اثر برخوردهای قومی در خوزستان
- ۲۹ فروردین - جوزف راتزینگر به عنوان پاپ بندیکت شانزدهم انتخاب شد.

### اردیبهشت
- ۵ اردیبهشت - قطاری مسافربری در آماگاساکی هیوگو ژاپن از ریل خارج شد و ۱۰۷ کشته و ۴۵۶ زخمی بر جای گذاشت. (به حادثه قطار آماگاساکی مراجعه کنید)
- ۶ اردیبهشت - سوریه پس از فشارهای زیاد خارجی، آخرین دستهٔ سربازان خود را که ۱۴٬۰۰۰ نفر بودند از لبنان خارج ساخت.

### خرداد
- ۱۶ خرداد - عبدالحلیم خدام، نخست‌وزیر سوریه استعفا داد.

### تیر
- ۳ تیر - محمود احمدی‌نژاد، با به دست آوردن بیش از هفده میلیون رأی بر اکبر هاشمی رفسنجانی غلبه کرد و ششمین رئیس‌جمهور ایران لقب گرفت.
- ۱۹ تیر - توفان دنیس (درجه سه) به ساحل ناوار فلوریدا رسید و جان ۱۰ نفر را پس از کشتن ۵۰ نفر در کارائیب گرفت.

### مرداد
- ۲۳ مرداد - پرواز ۵۲۲ خطوط هوایی هلیوس با کوهی در یونان برخورد کرده و ۱۲۱ کشته بر جای گذاشت.

### شهریور
- ۷ شهریور - با هجوم توفان کاترینا به خطوط ساحلی لوییزیانا، میسی‌سیپی و آلاباما صدمات شدیدی به سواحل خلیج آمریکا وارد شد و  باعث مرگ ۱٬۸۳۶ تن و آوارگی یک میلیون نفر شد. پس از چند ساعت، سدها از بین رفتند و نیواولئان نیز به زیر آب رفت.
- ۹ شهریور - هجوم جمعیت زیاد روی پل الائمهٔ بغداد موجب مرگ صدها انسان شد.
- ۲۵ شهریور - انتشار اولین شمارهٔ گاهنامهٔ بارقهٔ امید لاورستان
- ۲۷ شهریور/سنبله. برگزاری نخستین انتخابات پارلمانی افغانستان در نظام جمهوری اسلامی

### مهر
- ۲ مهر - توفان ریتا خلیج آمریکا را درنوردید. منطقهٔ ۹ نیواورلئان برای دومین بار در طول ۲ ماه و نیم دچار سیل شد. مناطق لوییزیانا، میسی‌سیپی، تکزاس و آلاباما نیز بی نصیب نماندند.
- ۱۶ مهر - زلزله در کشمیر باعث مرگ ۸۰٬۰۰۰ نفر شد.

### آبان
- ۷ آبان - قطاری در آندراپرادش هند از ریل خارج گردید و باعث مرگ ۷۷ نفر شد.

### آذر
- ۱۵ آذر - سقوط هواپیمای سی-۱۳۰ روی یک ساختمان مسکونی ده طبقه در تهران و کشته شدن ۹۴ سرنشین هواپیما و ۳۴ نفر از ساکنین (جمعاً ۱۲۸ نفر)

### دی
- ۱ دی - اعتراضات رانندگان اتوبوس در تهران، دستگیری منصور اوسانلو و دیگر فعالان اتحادیه را در پی داشت.
- ۱۹ دی - سقوط هواپیمای سپاه و شهادت احمد کاظمی، سعید مهتدی، غلامرضا یزدانی، احمد الهامی نژاد، نبی الله شاهمرادی و چند تن دیگر

## زادروزها

### اردیبهشت

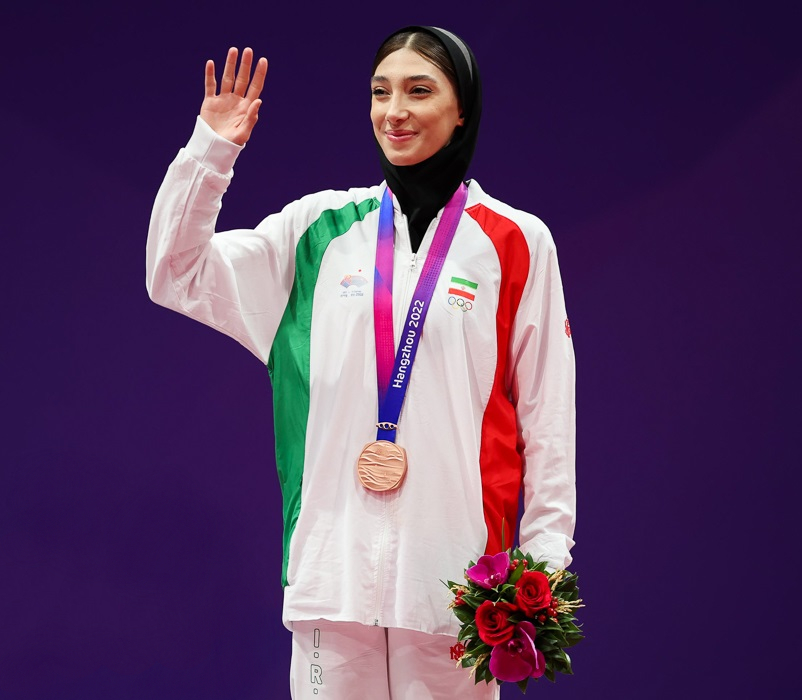
مبینا نعمت‌زاده

- ۶ اردیبهشت - محمد امینی، بازیکن بسکتبال
- ۷ اردیبهشت - رومینا سالک، رول‌اسکیت‌‌باز
- ۲۷ اردیبهشت - مبینا نعمت‌زاده، تکواندوکار

### خرداد
- ۱۲ خرداد - سارا حاتمی، بازیگر

### تیر
- ۱۲ تیر - نیما آقایی، شمشیرباز

### مرداد
- ۲۴ مرداد - رضا آذرشب، کشتی‌گیر فرنگی‌کار
- ۳۱ مرداد - محمد بغلانی، بازیکن بسکتبال

### شهریور
- ۸ شهریور - سید مهدی مهدوی، بازیکن فوتبال
- ۱۱ شهریور - متین رضایی، تکواندوکار

### مهر
- ۱۰ مهر - نیکا شاکرمی، معترض کشته شده در خیزش ۱۴۰۱ ایران
- ۲۰ مهر - ابراهیم الهی، کشتی‌گیر
- ۲۸ مهر - بهرام گودرزی، بازیکن فوتبال
- ۲۸ مهر - مجتبی هاشمی‌نسب، بازیکن فوتبال

### دی

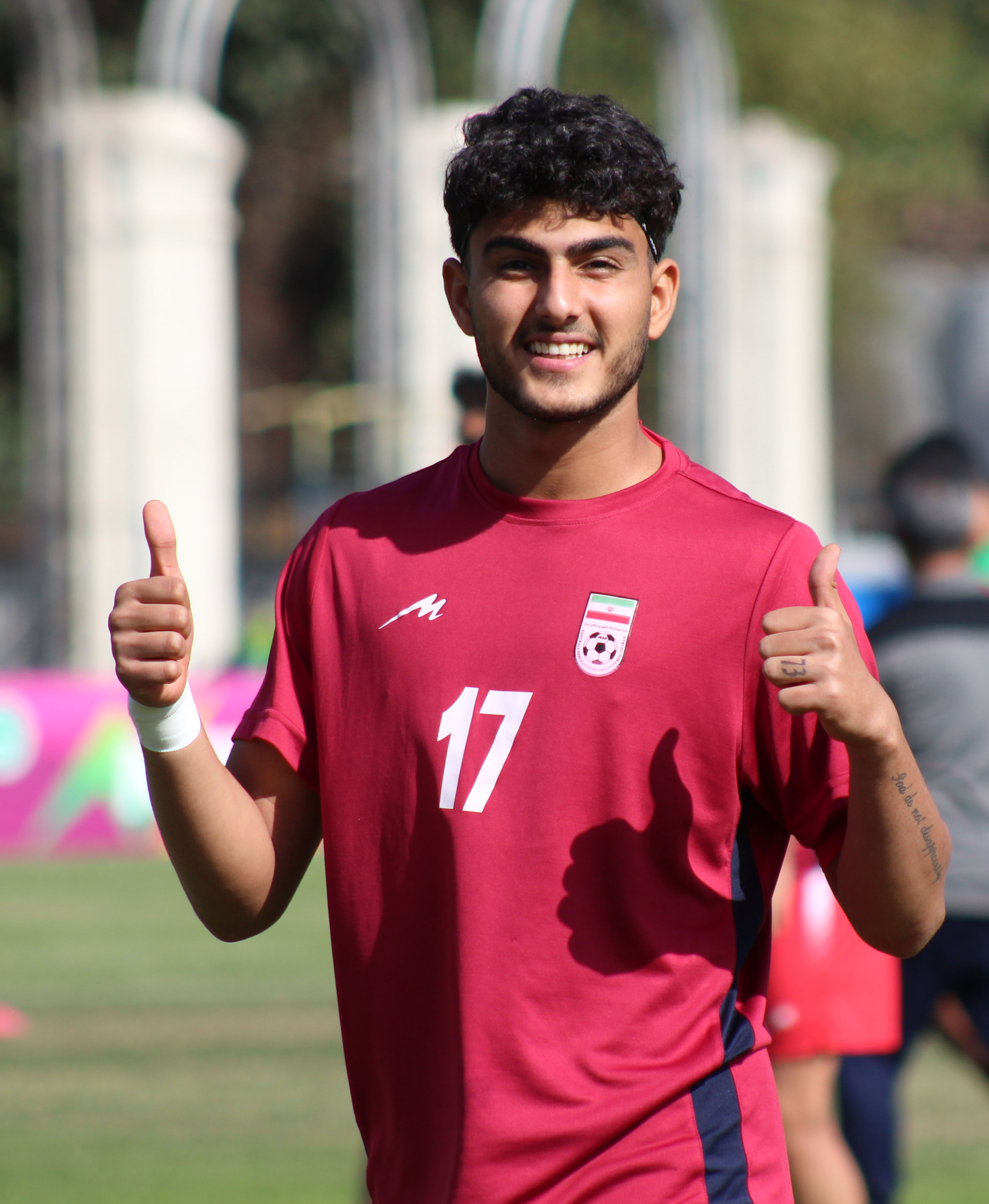
رضا غندی‌پور

- ۲۱ دی - رضا غندی‌پور، بازیکن فوتبال

### بهمن
- ۶ بهمن - یعقوب براجعه، بازیکن فوتبال
- ۱۵ بهمن - سمیر حبوباتی، بازیکن فوتبال
- ۱۸ بهمن - محمد عسکری، بازیکن فوتبال
- ۲۹ بهمن - اسماعیل قلی‌زاده، بازیکن فوتبال

### اسفند

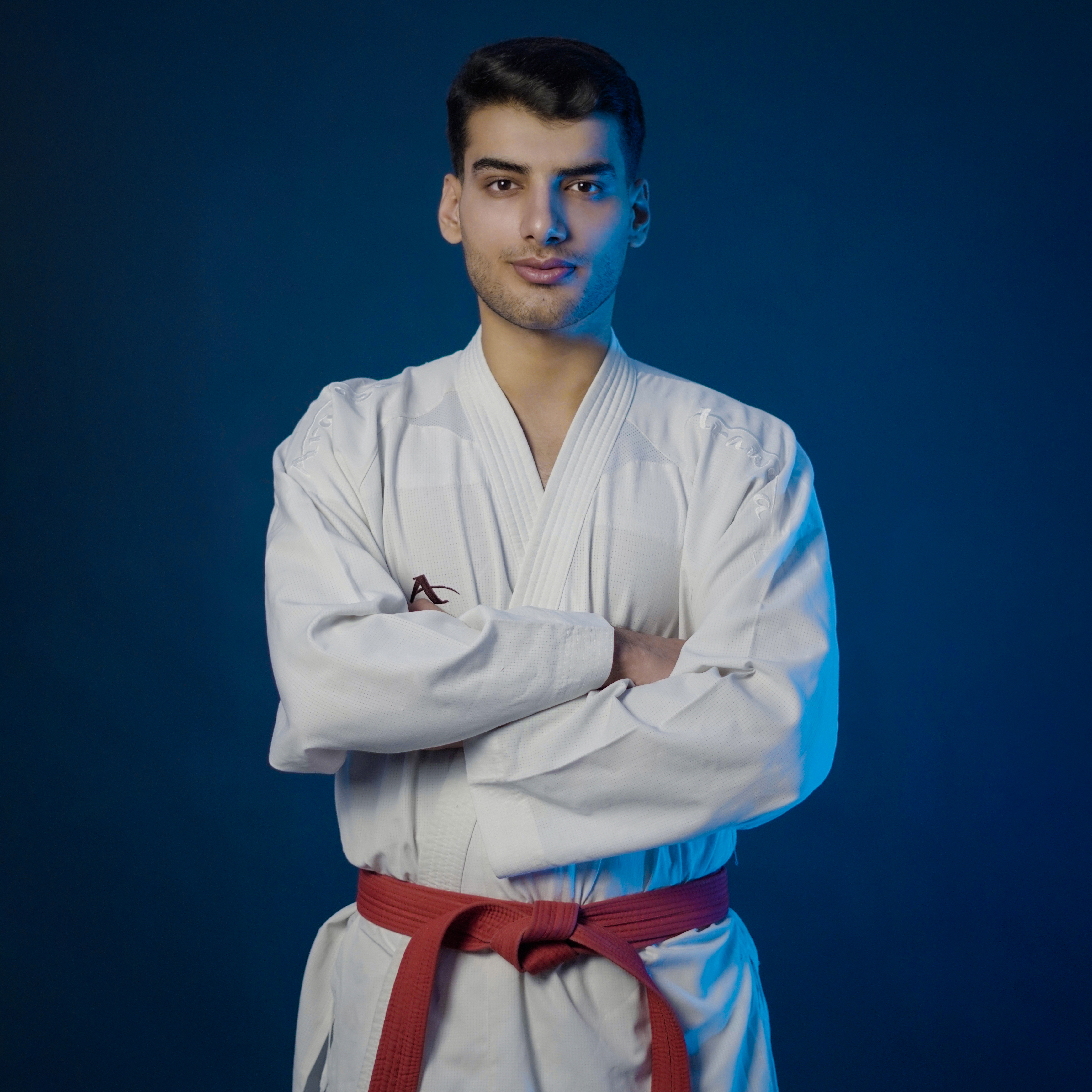
سید علی موسوی

- ۱۰ اسفند - ابوالفضل زمانی، بازیکن فوتبال
- ۱۶ اسفند - سید علی موسوی، کاراته‌‌کا

## درگذشت‌ها

### فروردین

علی زاهدی

شاهرخ مسکوب

- ۳ فروردین - سید جلال‌الدین آشتیانی، فیلسوف (زاده ۱۳۰۴)
- ۴ فروردین - محمد مددپور، نویسنده، محقق و فیلسوف (زاده ۱۳۳۴)
- ۴ فروردین - محمدمهدی مظلوم‌زاده، محقق و نویسنده (زاده ۱۳۲۷)
- ۱۳ فروردین - فضل‌الله اکبری، عضو هیئت علمی و رئیس دانشکده مدیریت دانشگاه تهران (زاده ۱۳۰۰)
- ۱۴ فروردین - کامران داروغه، نوازنده کمانچه (زاده ۱۳۲۱)
- ۱۹ فروردین - اسماعیل نواب صفا، نویسنده، محقق، شاعر و ترانه سرا (زاده ۱۳۰۳)
- ۲۳ فروردین - شاهرخ مسکوب، محقق، نویسنده و مترجم (زادهٔ ۱۳۰۴)
- ۲۶ فروردین - علی زاهدی، بازیگر {بازیگر نقش قوچعلی در مجموعه‌های تلویزیونی صمد} (زاده ۱۳۲۸)

### اردیبهشت

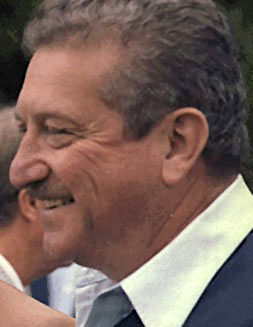
عزر وایزمن (رئیس جمهور اسرائیل)

- اردیبهشت - احمد زنگنه، وزیر پست و تلگراف در زمان نخست وزیری حسین علاء (زاده ۱۲۹۰)
- ۴ اردیبهشت - عزر وایزمن، رئیس‌جمهور اسرائیل (زادهٔ ۱۳۰۳)
- ۷ اردیبهشت - ناصر پیروی، جنگلبان و رئیس اداره منابع مال ماسال {ترور} (زاده ؟)
- ۲۷ اردیبهشت - کسری وفاداری، پژوهشگرِ فرهنگ و تاریخ، استادِ دانشگاه و فعالِ فرهنگی

### خرداد

عباس انجم‌روز

- خرداد - عباس انجم‌روز، محقق، نویسنده و روزنامه نگار (زاده ۱۳۰۴)
- خرداد - جواد رستم شیرازی، مینیاتوریست، نقاش و طراح فرش (زاده ۱۲۹۸)
- ۳ خرداد - محمدرضا آقاسی، شاعر مذهبی (زاده ۱۳۳۸)
- ۵ خرداد - رحیم مؤذن‌زاده اردبیلی، موذن ایرانی (زاده ۱۳۰۴)
- ۱۳ خرداد - علی شعاعی، تهییه کننده، نویسنده، بازیگر و جانباز (زاده ۱۳۲۷)

### تیر

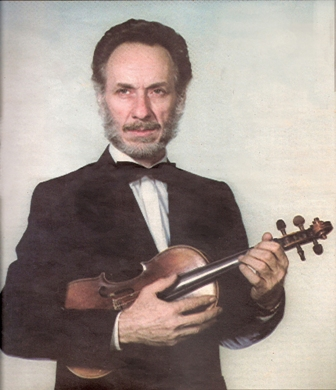
مجتبی میرزاده

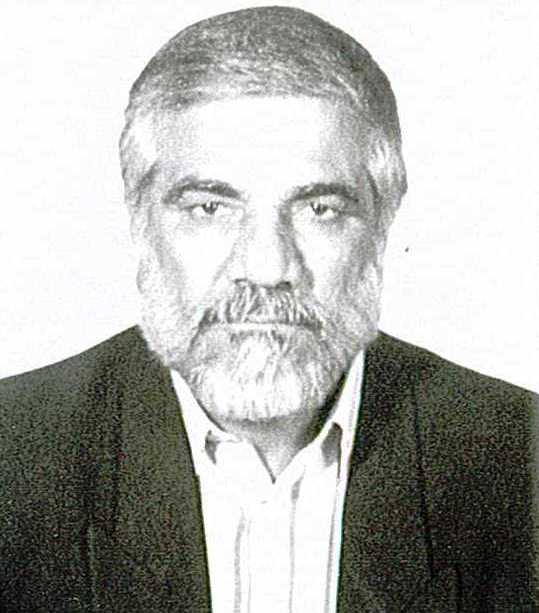
ایرج ملک‌حسین‌پور

- تیر - فریدون ناصری، رهبر ارکستر (زاده ۱۳۰۹)
- ۵ تیر - حسن مصطفوی، مولف (زاده ۱۳۳۴)
- ۷ تیر - مصطفی عالی‌نسب، اقتصاددان، صنعتگر و کارآفرین (زاده ۱۲۹۶)
- ۱۲ تیر - حسن دانشفر، حافظ شناس، خیام‌شناس و استاد خوشنویسی (زاده ۱۳۰۱)
- ۱۸ تیر - کریم امامی، نویسنده و مترجم (زادهٔ ۱۳۰۹)
- ۱۹ تیر - کاظم شهبازی، فیلمبردار (زاده ۱۳۳۷)
- ۲۶ تیر - مجتبی میرزاده، نوازنده ویلون، سنتور، کمانچه، سه تار و آهنگساز کلاسیک، سنتی و پاپ، زاده کرمانشاه (زادهٔ ۱۳۲۴)
- ۲۷ تیر - ایرج ملک‌حسین‌پور، بوکسور (زاده ۱۳۲۱)

### مرداد

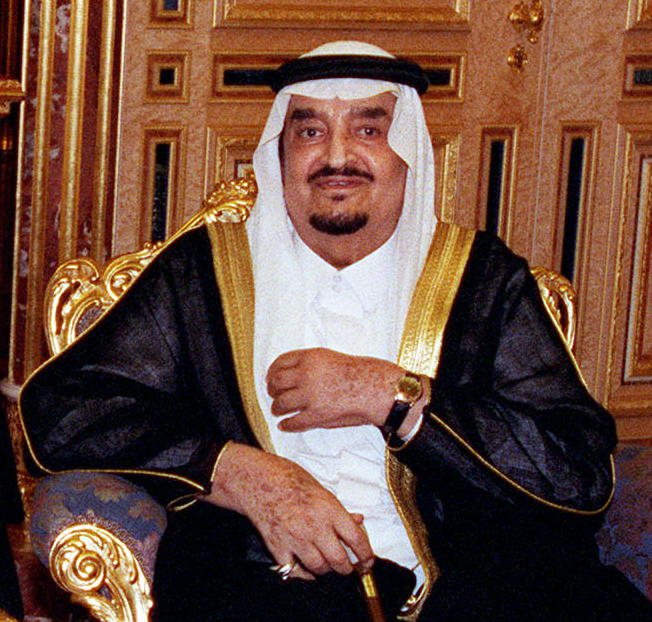
ملک فهد بن عبدالعزیز (پنجمین پادشاه عربستان سعودی)

- ۱ مرداد - اکبر دودکار، بازیگر (زاده ۱۳۰۴)
- ۷ مرداد - محمدتقی بهلول، عارف و از چهره‌های تأثیرگذار در واقعه مسجد گوهرشاد (زاده ۱۲۷۹)
- ۱۰ مرداد - ملک فهد، پادشاه عربستان سعودی (زادهٔ ۱۳۰۰)
- ۱۵ مرداد - رابین کوک، سیاست‌مدار انگلیسی (زادهٔ ۱۳۲۵)

### شهریور

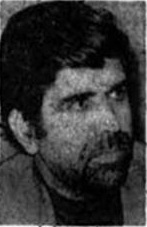
سید رضا زواره‌ای

- شهریور جعفر پتگر، نقاش و نگارگر فرش (زاده ۱۲۹۹)
- شهریور - منصوره قصری، خواننده سوپرانوی اپرا
- شهریور - فیروز علی‌زاده، کشتی گیر فرنگی کار (زاده ۱۳۲۵)
- ۴ شهریور - محمدجواد فالیزوانیان، موتور سوار (زاده ۱۳۴۸)
- ۴ شهریور رضا زواره‌ای، حقوقدان و سیاستمدار. (زاده ۱۳۱۷)
- ۲۲ شهریور - بیتا توکلی، بازیگر خردسال (زاده ۱۳۷۴)
- ۲۷ شهریور - مرضیه فریقی، خواننده کرد (زاده ۱۳۳۷)
- ۲۸ شهریور حسین شکوئی، جغرافی‌دان معاصر ایرانی و بنیان‌گذار گروه جغرافیای دانشگاه ملی سابق و چهره‌های ماندگار ایران.(زاده ۱۳۱۲)

### مهر

محمدجواد غروی

- ۵ مهر - محمدجواد غروی، نویسنده و مجتهد (زاده ۱۲۸۲)
- ۱۲ مهر - هومان فرزاد، دانشمند و مبتکر طرح متصل کردن دریای خزر به دریای عمان با نام ایران‌رود (زاده ۱۲۹۲)
- ۲۸ مهر - پروین پایدار، نویسنده (زاده ۱۳۲۸)
- ۳۰ مهر - فریدون گله، کارگردان و فیلنامه‌نویس (زاده ۱۳۱۹)

### آبان

نعمت‌الله آغاسی

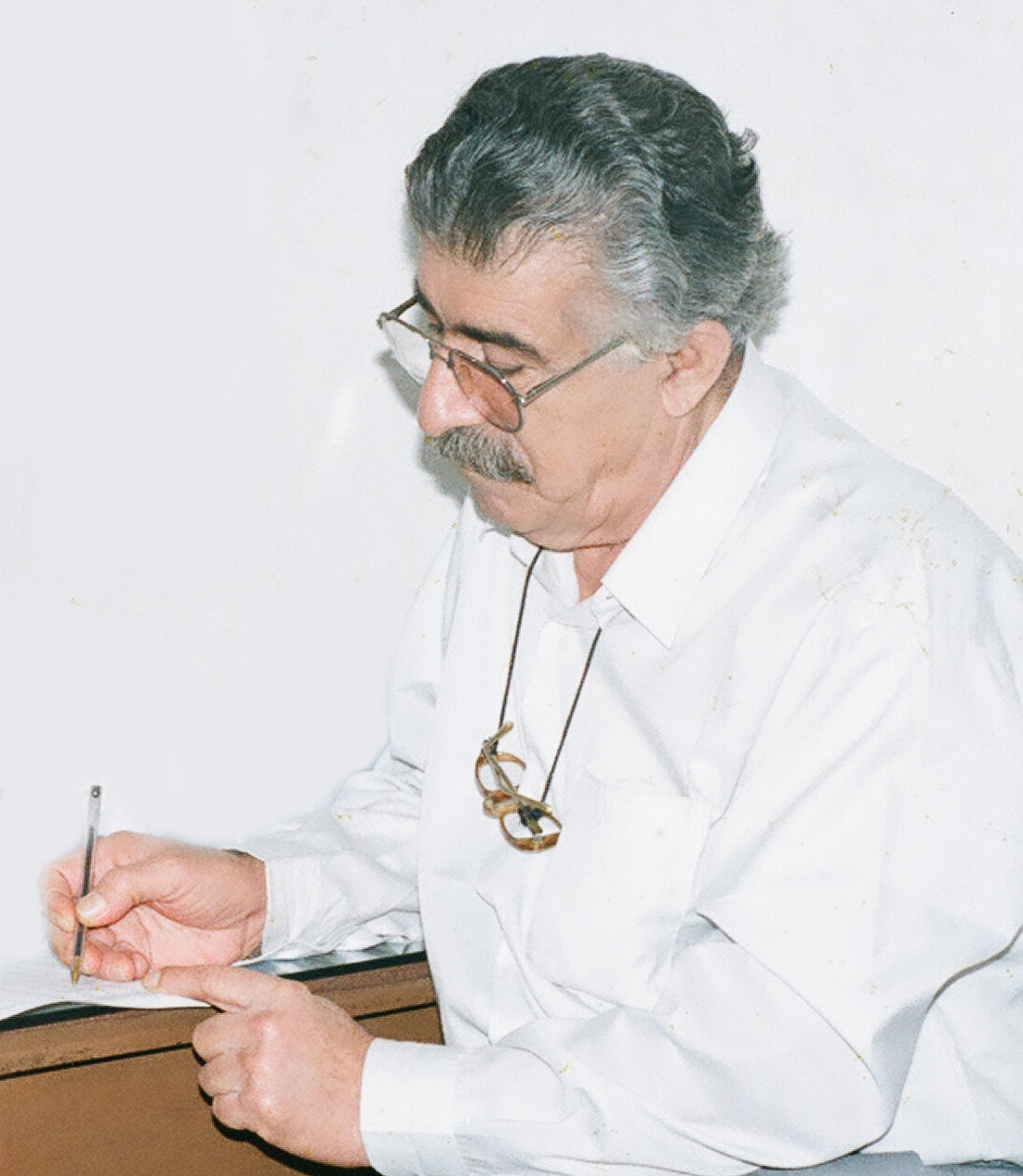
منوچهر آتشی

- ۲ آبان - مکرمه قنبری، نقاش (زاده ۱۳۰۷)
- ۶ آبان - مصطفی اسکویی، کارگردان تئاتر (زاده ۱۳۰۲)
- ۱۴ آبان - نعمت‌الله آغاسی، خواننده (زادهٔ ۱۳۱۸)
- ۲۹ آبان - منوچهر آتشی، شاعر (زادهٔ ۱۳۱۰)

### آذر

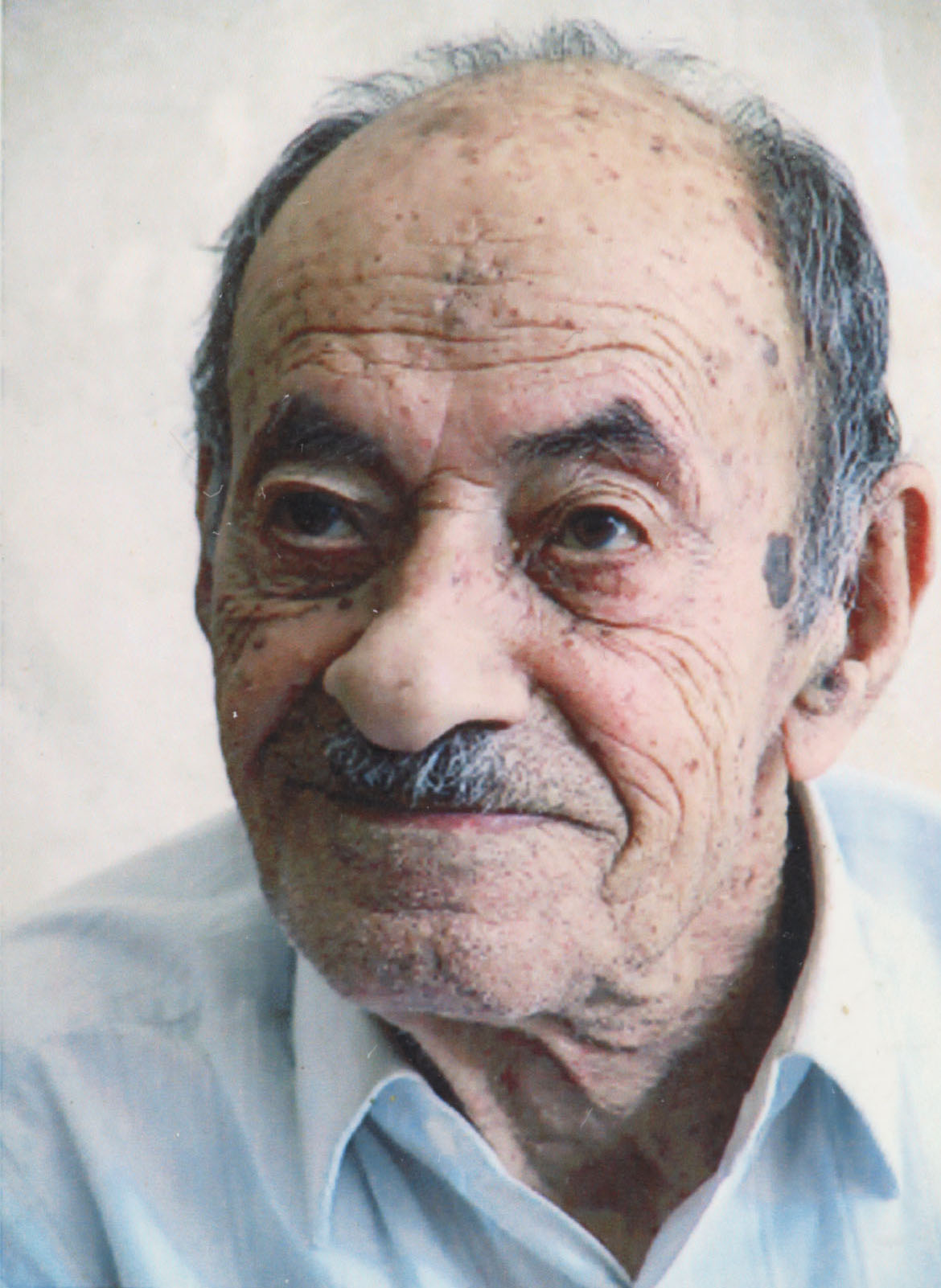
سید مهدی چیتی

- ۵ آذر - مرتضی ممیز، گرافیست (زادهٔ ۱۳۱۵)
- ۶ آذر - جمال‌الدین مستقیمی، استاد علم آناتومی در ایران (زاده ۱۲۹۴)
- ۸ آذر - ناصر کارفرسا، فوتبالیست و بنیان‌گذار باشگاه تاج اصفهان (زاده ۱۳۰۲)
- ۹ آذر - سید مهدی چیتی، نقاش و مجسمه ساز (زاده ۱۲۷۸)
- ۱۶ آذر - منوچهر نوذری، هنرمند پیشکسوت (زادهٔ ۱۳۱۵)
- ۲۰ آذر، رضا سعیدی، بازیگر (زاده ۱۳۳۸)

### دی
- ۱۴ دی - سعید کاظمی آشتیانی، رئیس پژوهشکده رویان {مرگ مشکوک} (زاده ۱۳۴۰)
- ۱۹ دی - احمد کاظمی، فرمانده نیروی زمینی سپاه پاسداران (زاده ١۳۳٨)
- ۱۹ دی - شهادت غلامرضا یزدانی، از فرماندهان توپخانه و موشکی سپاه پاسداران(زاده ۱۳۴۰)
- ۱۹ دی - شهادت سعید سلیمانی، از فرماندهان عملیات سپاه پاسداران(زاده ۱۳۴۰)
- ۱۹ دی - سعید مهتدی جعفری، فرمانده لشکر ۲۷ محمد رسول الله(زاده ١۳۳۷)
- ۲۰ دی - سراج‌الدین کازرونی، وزیر مسکن و شهرسازی در دوران ریاست جمهوری سید علی خامنه‌ای و اکبر هاشمی رفسنجانی (زاده ۱۳۲۵)
- ۲۵ دی - غلامرضا طباطبایی، بازیگر (زاده ۱۳۱۹)
- ۲۹ دی - محمود مشرف تهرانی، شاعر (زادهٔ ۱۳۱۲)

### بهمن

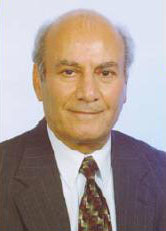
احمد مدنی

- ۲ بهمن - حبیب‌الله شفیق، سیاستمدار و از بنیان‌گذاران حزب موتلفه اسلامی (زاده ۱۳۱۰)
- ۱۲ بهمن - محمدرحیم متقی ایروانی، کارآفرین و بنیان‌گذار کفش ملی (زاده ۱۲۹۹)
- ۱۸ بهمن - مجید سبزی، فوتبالیست (زاده ۱۳۳۷)
- ۱۹ بهمن - علی فلسفی، مجتهد (زاده ۱۲۹۹)
- ۲۳ بهمن - احمد مدنی، سیاستمدار ایرانی. (زاده ۱۳۰۸)
- ۲۵ بهمن - امیر حیاتی، نوازنده تنبور (زاده ۱۳۰۰)
- ۳۰ بهمن - بهرام اردبیلی، شاعر (زاده ۱۳۲۱)

### اسفند
- اسفند - عباس سعیدی (گوینده)، دوبلور و گوینده (زاده ۱۳۱۹)
- ۱۷ اسفند - عباس شاپوری، آهنگساز و نوازنده ویولون (زاده ۱۳۰۲)
- ۱۹ اسفند - ملیحه نظری، بازیگر (زاده ۱۳۱۷)
- ۲۲ اسفند - جواد تقدسی، بازیگر (زاده ۱۳۰۱)
- ۲۲ اسفند - منصور یاحقی، نوازنده سنتور (زاده ۱۳۰۳)
- ۲۴ اسفند - علی تجویدی، نوازنده و آهنگساز و پژوهشگر و مؤلف (زادهٔ ۱۲۹۸)
- ۲۹ اسفند - سید فضل‌الله طباطبایی یزدی، فقیه و محدث ایرانی، از فعالان و پیشگامان چاپ و نشر مذهبی در ایران (زادهٔ ۱۳۰۳)

## زادروزها
- ۱۳۸۴ -